# Miles Hawk
Die Miles M.2 Hawk war ein zweisitziges Sportflugzeug.

## Entwicklung
Das Flugzeug wurde von F. G. Miles entworfen und war als Tiefdecker mit offenem Cockpit und zwei hintereinander liegenden Plätzen ausgelegt. Die Maschine wurde von einem Cirrus IIIA Motor mit 95 PS (71 kW) angetrieben.

## Varianten
M.2
Serienversion, 45 Exemplare gebaut
M.2A
Version mit einer geschlossenen Kabine, ein Exemplar für die im Januar 1934 veranstaltete Egyptian Oases Rally gebaut, Luftfahrzeugkennzeichen: G-ACLI
M.2B
einsitzige Langstreckenversion mit einem Hermes IV Motor mit 120 PS (89 kW), ein Exemplar für einen Rekordversuch England-Kapstadt im Januar 1934 (G-ACKW und VT-AES)
M.2C
eine Maschine mit de Havilland Gipsy III Motor mit 120 PS (89 kW) (G-ACOB und F-AMZW)
M.2D
eine dreisitzige Variante, von der zwischen April und Juli 1934 fünf Exemplare gebaut wurden.
M.2F Hawk Major
mit dem 130 PS (97 kW) starken de Havilland Gipsy Major Motor ausgerüstet, wurden ein Prototyp und 16 Serienmaschinen gebaut.
M.2G bis M.2Y Hawk Major und Hawk Trainer
Dies war die letzte Entwicklung vor dem Zweiten Weltkrieg. Sie bildete die Grundlage zur Konstruktion der Miles M.14 Magister.

## Technische Daten

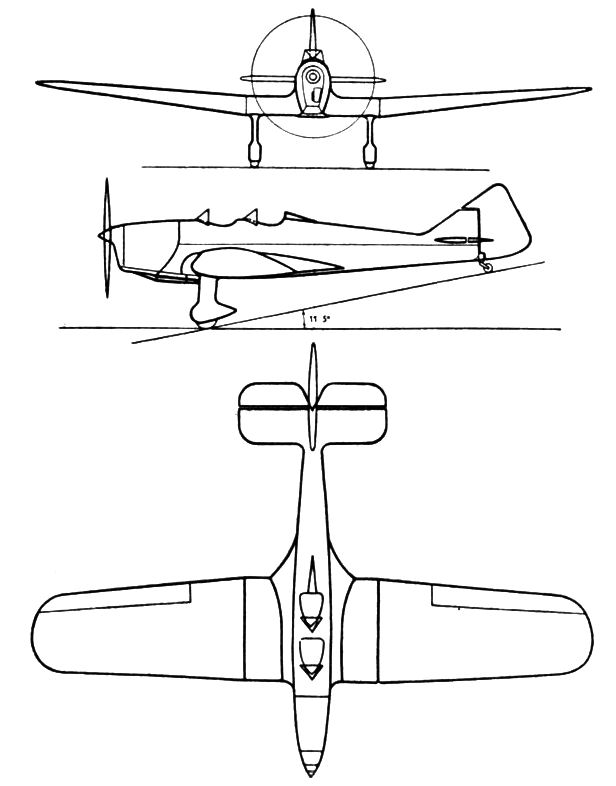
Dreiseitenansicht

| Kenngröße             | Daten (M.2 Serie)                                      |
| --------------------- | ------------------------------------------------------ |
| Besatzung             | 2                                                      |
| Länge                 | 12,37 m                                                |
| Spannweite            | 10,06 m                                                |
| Höhe                  | 2,03 m                                                 |
| Flügelfläche          | 15,7 m²                                                |
| Dienstgipfelhöhe      | 4880 m                                                 |
| Höchstgeschwindigkeit | 185 km/h                                               |
| Reichweite            | 725 km                                                 |
| Triebwerke            | ein ADC Cirrus Cirrus IIIA Motor mit 95 PS (ca. 70 kW) |